# David Perley Lowe

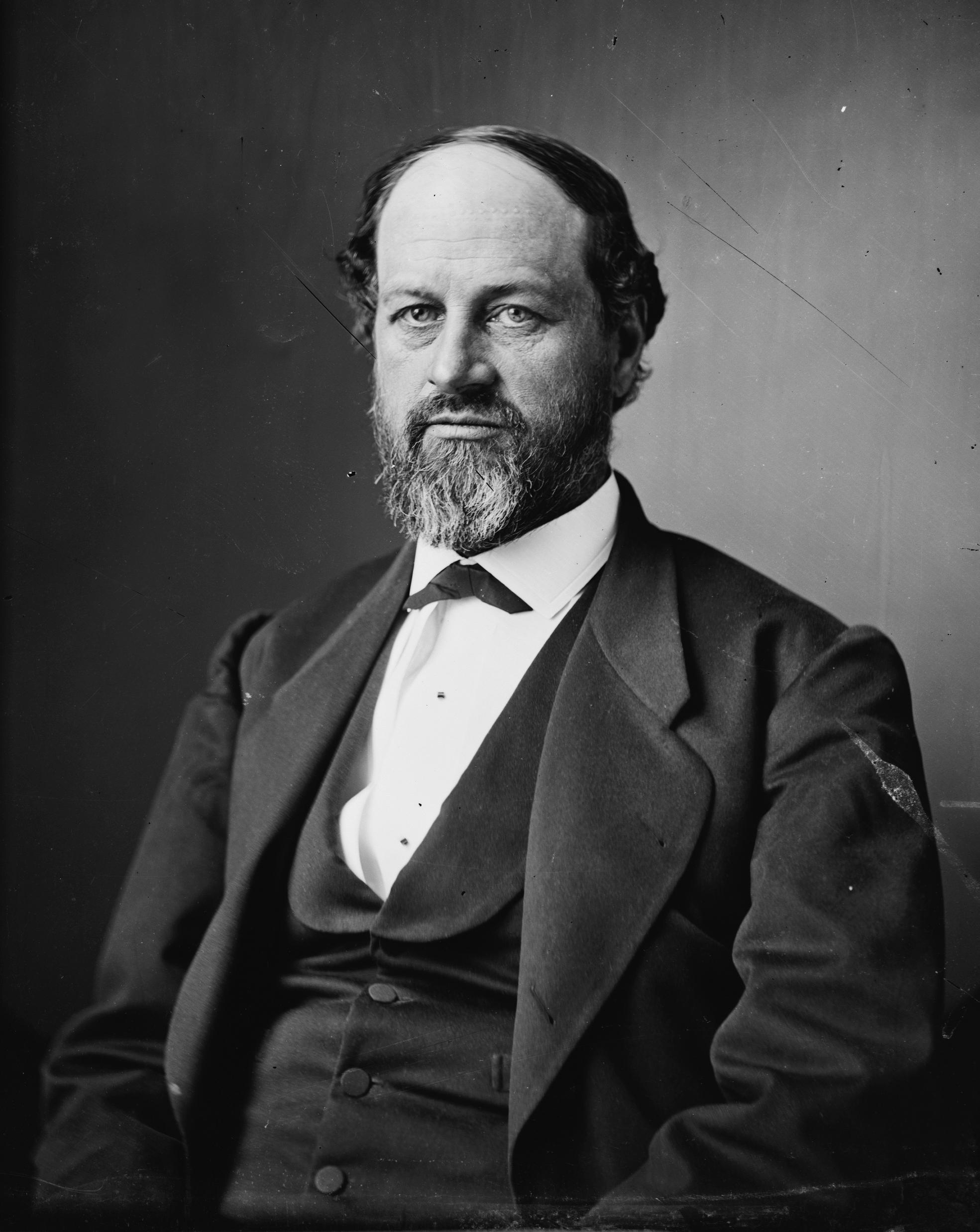
David Perley Lowe

David Perley Lowe (* 22. August 1823 in Utica, New York; † 10. April 1882 in Fort Scott, Kansas) war ein US-amerikanischer Politiker. Zwischen 1871 und 1875 vertrat er den ersten Wahlbezirk des Bundesstaates Kansas im US-Repräsentantenhaus.

## Werdegang
David Lowe zog noch in jungen Jahren nach Ohio, wo er die öffentlichen Schulen besuchte. Nach einem Jurastudium am Cincinnati Law College und seiner 1851 erfolgten Zulassung als Rechtsanwalt begann er in Cincinnati in seinem neuen Beruf zu arbeiten. Im Jahr 1861 verlegte er seinen Wohnsitz und seine Kanzlei nach Mound City in Kansas. Lowe war Mitglied der Republikanischen Partei, für die er zwischen 1863 und 1864 im Senat von Kansas saß. In den Jahren von 1867 bis 1871 war Lowe Richter im sechsten Gerichtsbezirk. Ab 1870 war er in Fort Scott ansässig.
1870 wurde er im ersten Distrikt von Kansas in das US-Repräsentantenhaus in Washington, D.C. gewählt. Dort trat er am 4. März 1871 die Nachfolge von Sidney Clarke an. Nach einer Wiederwahl im Jahr 1872 konnte er bis zum 3. März 1875 zwei Legislaturperioden im Kongress absolvieren. Von 1873 bis 1875 war er Vorsitzender des Bergbauausschusses. Im Jahr 1874 verzichtete Lowe auf eine weitere Kandidatur. Nach dem Ende seiner Zeit im Kongress wurde David Lowe von Präsident Ulysses S. Grant zum Vorsitzenden Richter (Chief Justice) des Obersten Gerichtshofs im Utah-Territorium ernannt. Nach seiner Rückkehr nach Kansas wurde Lowe 1879 erneut Richter im sechsten Gerichtsbezirk. Dieses Amt bekleidete er bis zu seinem Tod im Jahr 1882.